# Pragmatica Sancțiune

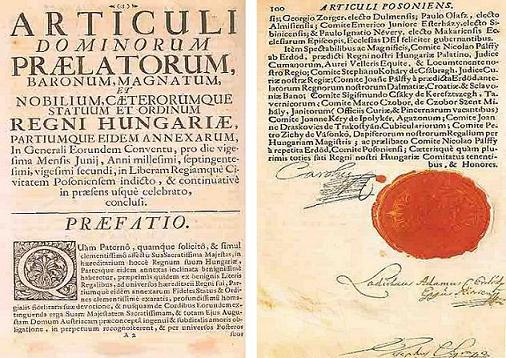
Pragmatica Sancțiune emisă de împăratul Carol al VI-lea (c. 1713)

Pragmatica Sancțiune (în latină Sanctio Pragmatica) este un edict emis pe 19 aprilie 1713 de împăratul Carol al VI-lea, care a modificat reglementările stabilite la 12 septembrie 1703 de împăratul Leopold I pentru succesiunea la conducerea teritoriilor ereditare ale Casei de Habsburg, situate atât în interiorul, cât și în afara Sfântului Imperiu Roman: Arhiducatul Austriei, Regatul Ungariei, Regatul Boemiei, Țările de Jos și unele teritorii italiene. Pragmatica Sancțiune a devenit necesară datorită faptului că împăratul Carol al VI-lea nu avea descendenți pe linie masculină și de aceea, după moartea sa, exista riscul destrămării sau împărțirii țărilor Coroanei Habsburgice. Pragmatica Sancțiune a permis ulterior fiicei sale, Maria Terezia, să îi succeadă la tron în țările habsburgice. 

## Evenimentele premergătoare
În 1700, odată cu moartea lui Carol al II-lea al Spaniei, ramura veche a Casei de Habsburg s-a stins. A urmat Războiul Succesiunii Spaniole: pe de-o parte Ludovic al XIV-lea al Franței pretindea tronul Spaniei pentru nepotul său, Filip, iar pe de altă parte Leopold I pretindea același tron pentru fiul său, Carol. 
În 1703 Carol și Iosif, fiii lui Leopold I, au semnat Pactul Mutual de Succesiune (în latină Pactum mutuae successionis), care asigura dreptul de moștenire al fiicelor lui Iosif și ale lui Carol în cazul stingerii liniei masculine, dar care favoriza fiicele lui Iosif față de fiicele lui Carol deoarece Iosif era fratele mai mare. 
După moartea lui Leopold I în 1705, fiul său cel mare, Iosif, a moștenit teritoriile ereditare habsburgice. Șase ani mai târziu a murit și Iosif având ca urmașe doar două fiice: arhiducesele Maria Iosefa și Maria Amalia. Cel de-al doilea fiu al lui Leopold I, Carol, l-a succedat pe Iosif conform Pactului Mutual de Succesiunea, iar arhiducesa Maria Josefa a devenit moștenitoarea sa prezumtivă.
Regulile anterioare privind succesiunea interziceau împărțirea teritoriilor familiei de Habsburg, însă deși prevedeau succesiunea pe linie feminină, o astfel de posibilitate era mai mult ipotetică. Pragmatica Sancțiune a fost primul act de acest fel care a fost anunțat public și era necesară recunoașterea lui de către conducătorii teritoriilor implicate.

## Conținutul juridic
Pragmatica Sancțiune este o abatere de la dreptul de moștenire a tronului stabilit prin Legea Salică. Pragmatica Sancțiune urma principiul primogeniturii la succesiunea tronului și prevedea în subsidiar moștenirea tronului pe linie feminină.
Astfel dreptul de a moșteni tronul revenea fiului cel mare, apoi urmau la tron cei din familia lui (începând cu fiul său cel mare), apoi toate celelalte linii masculine conform aceluiași principiu și în cele din urmă - după stingerea completă a dinastiei pe linie masculină - urmau fiicele începând cu fiica cea mare a ultimului deținător al tronului și descendenții acesteia.
Această ultimă situație a apărut în 1740 la scurt timp după moartea împăratului Carol al VI-lea, când fiica sa cea mare, Maria Terezia i-a succedat la tron în țările habsburgice pe baza prevederilor Pragmaticei Sancțiuni. Afirmația conform căreia Carol al VI-lea ar fi emis Pragmatica Sancțiune în favoarea fiicei sale nu este corectă deoarece Maria Terezia s-a născut în 1717, la patru ani după ce a fost emis documentul. În plus, Carol al VI-lea a avut un descendent pe linie masculină, Leopold Ioan, care a murit anul nașterii sale (1716). Evoluția ulterioară a dovedit că pretențiile de moștenire a tronului ridicate de fiicele împăratului Iosif I au fost anulate pe baza Pragmaticei Sancțiuni.

## Pactum mutuae successionis
Pragmatica Sancțiune se bazează pe un regulament al Casei de Habsburg (Familienvertrag) din 12 septembrie 1703 generat de Războiul Succesiunii Spaniole, și anume Pactum mutuae successionis. În esență cele două documente cuprindeau aceleași prevederi, dar Pragmatica Sancțiune conținea în plus (conform tradiției regulamentului familiei de Habsburg stabilit de Rudolf al IV-lea în 1364) dreptul reciproc de moștenire a descendenților prinților imperiali, Iosif și Carol, respectiv a liniei iosefiniene și a celei carolingiene, trecut sub tăcere la proclamarea oficială a Pragmaticei Sancțiuni. Importanța ei rezidă și în oficializarea regulamentelor familiei care erau în vigoare de zece ani. Autor al textului este considerat a fi cancelarul curții, Johann Friedrich von Seilern.
Prințul moștenitor Iosif a renunțat la moștenirea liniei spaniole a Casei de Habsburg în favoarea fratelui său mai mic, Carol. Acest lucru a fost rezultatul dorinței tatălui lor, împăratul Leopold I. Misiunea lui Carol era să-l îndepărteze pe „pretendentul Bourbon”, Filip de Anjou, și să stabilească o nouă ramură spaniolă a Casei de Habsburg.

## Statutul juridic
Mai presus de toate însă, Pragmatica Sancțiune, spre deosebire de Pactum mutuae successionis, nu a fost doar un regulament intern al familiei, ci a fost pusă în aplicare în toate țările și teritoriile ereditare habsburgice din imperiu în conformitate cu propria lege constituțională a acestora. Dieta Ungariei a fost ultima care și-a dat acordul pentru Pragmatica Sancțiune în 1723. După lungi dezbateri având ca rezultat câteva modificări, a fost emisă o lege proprie care conținea acceptarea sancțiunii pragmatice deși Carol al VI-lea a trebuit să confirme drepturile constituționale ale maghiarilor, iar succesiunea se limita doar la urmașii fraților Carol, Iosif și Leopold.
Având în vedere posibilele pretenții ale fiicelor fratelui său, Iosif, și ale soților lor, principii electori ai Bavariei și Saxoniei, Carol al VI-lea a încercat să obțină recunoașterea Pragmaticei Sancțiuni de către celelalte puteri europene. În anii 1725–1730, cu sprijinul celui mai apropiat consilier al său, baronul Johann Christof de Bartenstein, Carol a obținut recunoașterea de la majoritatea puterilor străine printre care ducatul Brandenburg-Prusia și Marea Britanie. Totuși, acest lucru a fost doar un succes parțial, deoarece după moartea împăratului pe 20 octombrie 1740 situația a apărut ca fiind una diferită.
Carol Albert, principele elector al Bavariei și Frederic August, principele elector al Saxoniei, au contestat valabilitatea Pragmaticei Sancțiuni și implicit, dreptul de moștenire al Mariei Terezia ridicând pretenții asupra teritoriilor ereditare habsburgice în numele soțiilor lor, fiice ale lui Iosif I.
Frederic al II-lea al Prusiei, al cărui tată recunoscuse în 1728 Pragmatica Sancțiune și, prin urmare, admisese reglementarea succesorală și indivizibilitatea teritoriilor habsburgice, a invocat o pretenție (abandonată în circumstanțe dubioase în 1686) asupra unor părți ale Sileziei și ca urmare a cerut atribuirea acestora Prusiei.
Urmarea a fost Războiul de Succesiune Austriacă. Totuși, prin Pacea de la Aachen din 1748, Pragmatica Sancțiune a fost general recunoscută și a rămas în vigoare până la căderea monarhiei în 1918.

## Semnificația istorică juridică
În istoriografia austriacă (mai ales înainte de 1918), Pragmatica Sancțiune și recunoașterea ei de către celelalte state sunt considerate baza fondării monarhiei habsburgice, deoarece țările își exprimaseră în acest mod voința de a constitui o entitate statală. De fapt, până la Pragmatica Sancțiune nu a existat niciun document constituțional care să ateste că teritoriile coroanei aparțineau unui stat comun. A fost prima lege constituțională valabilă pentru toate regatele și țările imperiului. Compromisul austro-ungar din 1867 se referea în mod explicit la Pragmatica Sancțiune ca bază pentru legătura dintre țările coroanei maghiare (Transleithania) și celelalte regate și țări ale Majestății Sale (Cisleithania). În acest sens, Pragmatica Sancțiune a avut o mare importanță constituțională și simbolică pentru existența monarhiei dunărene și a dinastiei sale conducătoare până în 1918.